# یزدک
یزدک (پارسی میانه: Yazdak) یکی از دبیران شاهنشاهی ساسانی در سده ششم میلادی در زمان حکومت خسرو انوشیروان و هرمز چهارم بود. یزدک دبیر ارتش بود و در زمان شورش بهرام چوبین علیه هرمز چهارم شبانه فرار کرد و هرمز را در جریان شورش قرار داد. اطلاعات دیگری از زندگی او در دست نیست.